# Siva lisica
Siva lisica (lat. Urocyon cinereoargenteus) je sisavac iz reda mesojeda. Rasprostranjenja je u Sjevernoj Americi od južne Kanade do Venezuele i Kolumbije u Južnoj Americi.  Ova vrsta usko je povezana s Otočnom sivom lisicom (Urocyon littoralis), te su ove dvije vrste jedini živi članovi roda Urocyo. Iako se nekad siva lisica često nalazila na istoku, sada je njihov prostor smanjen zbog prisustva ljudi. U pacifičkim državama još uvijek je siva lisica dominantna životinja. Njezin posebni epitet cinereoargenteus znači 'pepeljasto srebro'.
Siva lisica se uglavnom razlikuje od većine drugih pasa svojim prosijedim gornjim dijelovima, jakim vratom, crnim repom i lubanjom. Veličina sive lisice varira od 76 do 112,5 cm u ukupnoj dužini. Rep je dugačak od 27,5 do 44,3 cm, ženka je malo manja od mužjaka. Lisica obično teži od 3,6 do 7 kg ali iznimno može težiti čak 9 kg. Lako se može razlikovati od crvene lisice koja ima crne noge, a siva nema.
Siva lisica ima sposobnost za uspon na stabala što od pasa može jedino azijski rakun. Njezine snažne kandže omogućuju joj penjenje na stabla kako bi izbjegla predatore poput domaćeg psa ili kojota. U područjima gdje obitavaju i crvene i sive lisica, siva lisica je dominanta.
Siva lisica je svejed. U istočnom SAD-u, hvata voluharice, rovice i ptice. U Kaliforniji prvenstveno jede glodavce, a tek onda zečeve.  U nekim dijelovima zapadnog SAD-a hrani se prvenstveno insektima i biljem.  Voće je važan dio prehrane sive lisice, te traži plodove koji su dostupni.

## Vanjske poveznice
|  | Zajednički poslužitelj ima stranicu o temi Urocyon cinereoargenteus    |
|  | Zajednički poslužitelj ima još gradiva o temi Urocyon cinereoargenteus |
|  | Wikivrste imaju podatke o taksonu Urocyon cinereoargenteus             |

- Video snimka sive lisice u Kaliforniji